# Russell (Kansas)
Russell è un comune degli Stati Uniti d'America, situato nello Stato del Kansas, nella contea di Russell, della quale è anche il capoluogo.